# William Smith (lexikográfus)
William Smith (Municipal Borough of Enfield, 1813. május 20. – London, 1893. október 7.) angol lexikográfus. Eredetileg teológusnak készült, de végül egy jogász mellett gyakornokoskodott. Szabadidejében az ókori világot tanulmányozta, majd amikor megkezdte jogi tanulmányait a University College Londonban, számos díjat nyert el a témában. Az iskolát végül nem fejezte be, hanem kutatni és írni kezdett az ókorról. Később a lexikográfia, azaz a szótártudomány iránt kezdett érdeklődni. Első ilyen műve a Dictionary of Greek and Roman Antiquities, amely 1842-ben jelent meg először. Néhány évvel később ógörög és római életrajzokat és mitológiákat, illetve földrajzi információkat tartalmazó lexikonokat jelentetett meg. Iskolában használatos latin és görög nyelvszótárakat is készített. Kidolgozott számos kereszténységgel foglalkozó enciklopédiát is.

## Fordítás
- Ez a szócikk részben vagy egészben  a   William Smith (lexicographer című angol Wikipédia-szócikk ezen változatának fordításán alapul.  Az eredeti cikk szerkesztőit annak laptörténete sorolja fel. Ez a jelzés csupán a megfogalmazás eredetét és a szerzői jogokat jelzi, nem szolgál a cikkben szereplő információk forrásmegjelöléseként.